# Erik Fischer
Erik Adolf Fischer (Kopenhagen, 8 oktober 1920 - 14 december 2011) was een Deense historicus, die vanaf 1948 als conservator van de Koninklijke prenten en tekeningen bij de Nationale Kunstgalerij werkte. Na 1964 was hij inspecteur aan hetzelfde instituut. Hij ging in 1990 met pensioen.

## Biografie
Fischer studeerde in 1938 af aan de Baltische Hogeschool in Gade en deed in 1948 doctoraal examen kunstgeschiedenis aan de Universiteit van Kopenhagen. Hij studeerde in Rome en Parijs  1946 - 47 en maakte daarna jaarlijkse studiereizen naar diverse landen. De levenslange inspanningen van Eric Fischer hebben ertoe bijgedragen dat de Deense  collectie gravures ook in het buitenland bekend werd. Zijn eigen kunsthistorische proefschrift behelsde met name onderzoek naar de tekenaar Melchior Lorck, Albrecht Dürers gravures en etsen en Eckersbergs studies van perspectief en proportie.
Fischer was van 1964 tot 1990 ook docent aan de Universiteit van Kopenhagen waar hij verstrekkende invloed had op de verschillende generaties van Deense kunsthistorici.
Fischer heeft tal van functies vervuld. Hij was onder andere de eerste president van de Nationaal Kunstfonds, jurylid van de IXe en Xe Triënnale in Milaan in 1951 en 1954,  commissaris voor de Deense deelname aan de Biënnale in Venetië 1958 en 1964, lid van de Werkgroep voor de tentoonstelling Deense Gouden Eeuw, Stockholm 1964, een lid van de  de Kunstcommissie van het Deens Parlement, 1967, Lid van de Raad voor de Kunsten en het Deense Nationale UNESCO Comité, de Raad van Advies van het Koningin Margrethe en prins Henrik Fonds en de president van de International Advisory Committee voor de Grafische Kunst.
Hij ontving in 1989 de N.L. Hoyen Medaille en kreeg in 1991 een Eredoctoraat van de Universiteit van Kopenhagen. Hij was ook Erelid van de Koninklijke Academie voor Schone Kunsten, Ridder in de Orde van de Dannebrog in 1968, ontving het zelden verleende zilveren kruis van de Orde van de Dannebrog in 1997, de exclusieve Medaille "Ingenio et Arti" in 1997 en de Deense Koninklijke Beloningsmedaille. Hij is ook een Ridder in de Zweedse Orde van de Poolster.